# Fidelis Rakotonarivo
Fidelis Rakotonarivo (Ambohimahazo, 28 augustus 1956) is het huidige hoofd van bisdom Ambositra in de gelijknamige stad gelegen in Madagaskar. Hij werd door de jezuïeten tot priester gewijd op 15 augustus 1992. In 2004 promoveerde hij tot bisschop. Sinds 2005 vervult hij deze functie in het bisdom Ambositra, waar hij werd geplaatst door paus Benedictus XVI.